# Jewell County
Jewell County je okres ve státě Kansas v USA. K roku 2010 zde žilo 3 077 obyvatel. Správním městem okresu je Mankato. Celková rozloha okresu činí 2 368 km².